# Kreis- und Stadtsparkasse Kaufbeuren
Die Kreis- und Stadtsparkasse Kaufbeuren war ein öffentlich-rechtliches Kreditinstitut mit Sitz in Kaufbeuren in Bayern. Ihr Geschäftsgebiet war der ehemalige Landkreis Kaufbeuren.
Sie  fusionierte zum 1. Juli 2023 mit der Sparkasse Allgäu.

## Organisationsstruktur
Die Kreis- und Stadtsparkasse Kaufbeuren war eine Anstalt des öffentlichen Rechts. Rechtsgrundlagen waren das Sparkassengesetz, die bayerische Sparkassenordnung und die durch den Verwaltungsrat der Sparkasse erlassene Satzung. Organe der Sparkasse waren der Vorstand und der Verwaltungsrat.

## Geschäftsausrichtung
Die Kreis- und Stadtsparkasse Kaufbeuren betrieb als Sparkasse das Universalbankgeschäft. Die Kreis- und Stadtsparkasse Kaufbeuren wies im Geschäftsjahr 2022 eine Bilanzsumme von 1,888 Mrd. Euro aus und verfügte über Kundeneinlagen von 1,424 Mrd. Euro. Gemäß der Sparkassenrangliste 2022 lag sie nach Bilanzsumme auf Rang 248. Sie unterhielt 13 Filialen/Selbstbedienungsstandorte und beschäftigte 267 Mitarbeiter.